# アントン・ピラー命令
アントン・ピラー命令 (英: Anton Piller order、別称: アントン・ピラー差止命令) とは、証拠保全と証拠差押を目的とした家宅捜査の裁判所命令である:49。証拠隠滅のおそれがある状況下で発せられ、特に英米法諸国において知的財産権侵害 (著作権侵害、特許権侵害など) の事案で用いられている。名称はイギリスの1975年判決 Anton Piller KG v Manufacturing Processes Limited [1975] EWCA Civ 12 にちなむ。
一方、フランスを始めとした大陸法諸国では、アントン・ピラー命令ではなくセジー・コントルファソン (仏: Saisie-contrefaçon、英語に直訳すると "Counterfeit seizure"、偽造品差押の意) の呼称が用いられる。制度背景は異なるものの、アントン・ピラー命令もセジー・コントルファソンも基本的には類似の法的拘束力を持っている。
警察に出される「刑事」事件上の捜査令状とは異なり:49、アントン・ピラー命令は権利侵害を受けた被害者 (例: ブランド品の模造品が市場に出回るのを阻止したいブランド品製造販売者) が「民事」事件で裁判所に請求するものである。アントン・ピラー命令が出されると、担当官によって事前の警告なしに家宅捜索と証拠差押が行われる。
英米法以外の国でも一部運用されており、たとえばタイでは被害者またはその代理人が家屋の立ち入りに随行することができる:48。

## 類似の手続との比較
フランスのセジー・コントルファソンやドイツの査察制度など、大陸法系の第三者証拠収集手続は、英米法系のアントン・ピラー命令と根底となる原則が異なる。大陸法系の法制度下ではラテン語で "Nemo contra se edere tenetur" と表現されるが、これは民事訴訟の相手方に対し、情報や証拠を提供する義務はないとする原則である。一方、英米法系ではより広範な証拠開示手続 (ディスカバリー) を運用するため、アントン・ピラー命令とは出発点が異なる。
ただしアントン・ピラー命令は家宅捜索という極めて強力な法執行であることから、英米法系のイギリス・イングランドでも発令される条件は厳格である。権利侵害者が不誠実であり、事前に情報提供を求めると権利侵害者が妨害する可能性が客観的に見て高いと判断される場合にのみ、アントン・ピラー命令は発令される。タイでもアントン・ピラー命令の発令は稀なケースだと言われる:49。

### 引用文献
- 知的財産訴訟外国法制研究会『第２章 侵害行為の立証の容易化のための方策（第3論点）』（PDF）（レポート）首相官邸 (国立国会図書館デジタルコレクション経由)〈知的財産訴訟外国法制研究会報告書〉、2003年、89–174頁。

- 東松修太郎 (一橋大学大学院国際企業戦略研究科 准教授)「特許権侵害訴訟における証拠収集手続の立法的課題」（PDF）『特許研究』第63号、独立行政法人 工業所有権情報・研修館 (INPIT)、2017年、15–36。